# Bill Mallon
 William James Mallon (Paterson, 2 de fevereiro de 1952) é um cirurgião ortopédico americano, ex-golfista profissional e uma autoridade líder na história dos Jogos Olímpicos.

## Carreira no golfe
Nascido em Paterson, Nova Jérsia, Mallon estudou na Universidade Duke e se formou magna cum laude com um bacharelado em matemática e física. Enquanto estava na Duke, ele jogou golfe colegial e foi duas vezes All-American, votou duas vezes nos Outstanding College Athletes of America e foi duas vezes participante do torneio da NCAA. Ele ganhou mais de 40 torneios amadores, incluindo duas vitórias nos Campeonatos Amadores de Massachusetts e Nova Inglaterra e um título no Meio-Atlântico.
Mallon tornou-se profissional em 1975 e ingressou no PGA Tour depois de se qualificar na Q-school no outono de 1975. Ele jogou quatro temporadas, de 1976 a 1979, com três finalizações no top 10 com o melhor resultado empatado em 5.º no Joe Garagiola-Tucson Open de 1977. Ele jogou no U.S. Open de 1977 e esteve duas vezes no top 100 da lista de dinheiro.

## Carreira médica
Depois de deixar o PGA Tour, ele retornou à Universidade Duke para estudar medicina, formando-se como médico em 1984. Ele foi residente no centro médico da Universidade Duke entre 1984 e 1990 e agora é professor associado de ortopedia, além de ter sua própria clínica. Ele é especialista em cirurgia reconstrutiva complexa do ombro e cotovelo e é membro da American Academy of Orthopaedic Surgeons, membro do American Shoulder and Elbow Surgeons, onde atuou como Vice-Presidente em 2012 e será Presidente em 2014, e membro do conselho consultivo do Institute of Preventative Sports Medicine. Ele escreveu amplamente sobre o assunto de lesões esportivas e é editor médico da Golf Digest desde 1987. Anteriormente editor norte-americano do Journal of Shoulder and Elbow Surgery, ele tornou-se editor dessa publicação em 2009.

## Historiador das Olimpíadas
Mallon também é uma autoridade líder na história dos Jogos Olímpicos e escreveu 24 livros sobre o assunto. Foi co-fundador e, posteriormente, presidente da Sociedade Internacional de Historiadores Olímpicos e consultor histórico dos comitês organizadores das Olimpíadas de Atlanta e Sydney. Mallon também foi consultor estatístico do COI e recebeu a Ordem Olímpica em prata em 2001 por serviços ao movimento olímpico.

## Vitórias não-profissionais
- 1972 New England Amateur[3]
- 1973 Massachusetts Amateur
- 1974 Massachusetts Amateur
- 1975 Middle Atlantic Amateur,[1] New England Amateur

## Vitórias profissionais
- New England Open de 1976
- New England Open de 1977